# Cyclocosmia torreya
Cyclocosmia torreya är en spindelart som beskrevs av Willis J. Gertsch och Norman I. Platnick 1975. Cyclocosmia torreya ingår i släktet Cyclocosmia och familjen Ctenizidae. IUCN kategoriserar arten globalt som otillräckligt studerad. Inga underarter finns listade i Catalogue of Life.